# Oise (rivier)
De Oise is een rivier die in het zuiden van België ontspringt en in het noorden van Frankrijk meer dan 300 kilometer door het bekken van Parijs in zuidwestelijke richting stroomt. Het is na de Marne de voornaamste zijrivier van de Seine.

## Loop

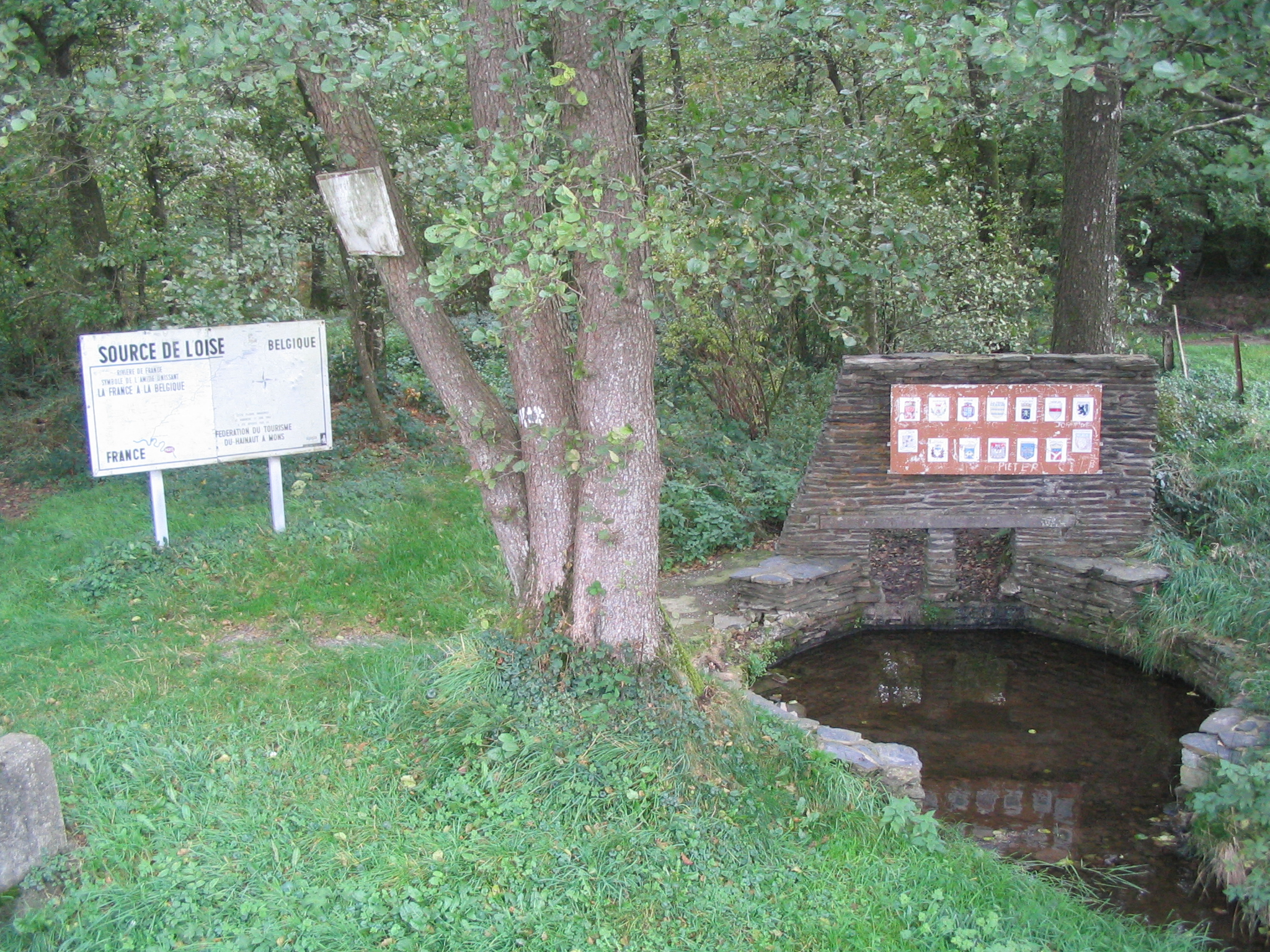
Bron van de Oise te Bourlers.

Ze ontspringt in België, ten zuiden van Chimay in de Thiérache op een hoogte van 309 m, en mondt na 351 km waarvan 341 km in Frankrijk, nabij Conflans-Sainte-Honorine in het Franse departement Yvelines, uit in de Seine. Vanaf Compiègne tot haar monding is de Oise bevaarbaar voor binnenschepen.
Vanaf Guise loopt parallel aan de rivier het Canal latéral à l'Oise, dat in Janville aansluit op het Canal de Saint-Quentin; zodoende is de Oise verbonden met het Maas- en Scheldebekken.

## Departementen en steden langs de rivier
Departementen en steden langs de rivier (daaronder de gemeenten met Oise in de naam) :
- Aisne (02) : Hirson, Guise, Ribemont, Moÿ-de-l'Aisne, La Fère, Tergnier, Chauny,

Châtillon-sur-Oise, Mézières-sur-Oise, Monceau-sur-Oise
- Oise (60) : Noyon, Ribécourt-Dreslincourt, Compiègne, Pont-Sainte-Maxence, Nogent-sur-Oise, Creil, Montataire

Boran-sur-Oise, Précy-sur-Oise,
- Val-d'Oise (95) : Cergy-Pontoise (ville nouvelle)

Asnières-sur-Oise, Auvers-sur-Oise, Beaumont-sur-Oise, Bernes-sur-Oise, Bruyères-sur-Oise, Butry-sur-Oise, Champagne-sur-Oise, Méry-sur-Oise, Neuville-sur-Oise, Noisy-sur-Oise,
- Yvelines (78) : Conflans-Sainte-Honorine

Zijrivieren:
- Serre
- Aisne

## Etymologie
De rivier ontleent haar naam aan haar vroegere Gallische benaming "Isara", met de betekenis "de woeste". Deze naam is ook terug te vinden in de rivieren de Isère en IJzer. Bij deze rivieren is dat duidelijker. Bij de Oise is het in twee stappen gegaan:
- Overgang van de R naar een S: isaRa > isaSa
- Samenvoeging van de beide S-en: iSaSa > iSSa > OiSe.